# Ізабель Томас
Ізабель Томас (англ. Isabel Thomas; нар. 1980 у Великій Британії) — британська письменниця, написала понад 150 книг для дітей і підлітків про видатних людей, науку та природу.

## Біографія
Народилася у малозебезпеченій сім'ї. Навчалася у 5 державних школах в Девоні та Оксфордширі, під час навчання в Оксфордському університеті захопилася журналістикою і проявила хист до писання, здобула науковий ступінь у Кембриджському університеті. Проживає з чоловіком і трьома дітьми поблизу Кембриджу.[джерело?]

## Літературна кар'єра
Ізабель Томас написала понад 150 книжок для дітей і підлітків про видатних людей, науку та природу. Дописує для дитячих наукових журналів Whiz Pop Bang, The Week Junior Science + Nature і інтернет-ресурсу Wellcome Trust, спонукаючи дітей ставати науковцями і дослідниками.
Багато її видань були відзначені літературними преміями Великої Британії (Blue Book Book Awards, The Royal Society Young People’s Book Prize, The AAAS Subaru SB&F Prize for Excellence in Science Books та іншими). Виступає у школах і на фестивалях, зокрема, презентувала книжки і брала участь у дискусіях на Паризькому книжковому ярмарку, Оксфордському літературному фестивалі.

## «Маленькі історії Великих Людей. Марі Кюрі»
Чому Марі Кюрі вважають суперзіркою науки?
Вона стала першою жінкою, яка отримала Нобелівську премію, відкрила два нові радіоактивні елементи: полоній та радій, і це дозволило боротися з такою недугою, як рак. А ще винайшла термін «радіоактивність». Але відданість фізиці далася науковиці великою ціною…
Познайомтеся з Марі, яка досі надихає цілий світ, у веселому і барвистому путівнику про її дивовижне життя.

## «Маленькі історії Великих Людей. Леонардо да Вінчі»
Що зробило генієм Леонардо да Вінчі?
Він був художником, винахідником, архітектором, інженером, математиком, скульптором та вченим. Намалював найвідоміші у світі твори мистецтва та здійснив креслення 400 машин, які можна конструювати і сьогодні. А ще винайшов справжній літальний апарат! Його ідеї випереджали світ на сотні років.
Відкрийте для себе одного із найяскравіших і найдопитливіших розумників у веселому та барвистому путівнику про його дивовижне життя.

## «Маленькі історії Великих Людей. Фріда Кало»
Чому Фріду Кало вважають іконою стилю?
Після нещасного випадку Фріда багато років була прикутою до ліжка, постійно хворіла та відчувала страшенний біль. Але вона занадто любила життя, щоб зневіритися чи здатися. Фріда Кало дивувала своєю яскравою зовнішністю, сміливими поглядами, вирізнялася стилем, захоплювалася фотографією та малювала дивовижні картини. «Щаслива, бо жива і можу малювати», — раз за разом повторювала талановита і свободолюбива мексиканська художниця Фріда Кало, яку люблять і наслідують у цілому світі до нині..

## «Маленькі історії Великих Людей. Фернан Магеллан»
Чому Фернана Магеллана вважають визначним мореплавцем і дослідником?
Він організував першу експедицію, щоб проплисти навколо світу, знайшов «неможливий» короткий шлях до Далекого Сходу, дав назву океану і довів, що Земля кругла.
Ця захоплива книжка розповідає історію одного з найвизначніших і найсміливіших мандрівників та знайомить із фактами про його сповнене пригод життя.

## Переклади українською
- Маленькі історії Великих Людей. Марі Кюрі / Ізабель Томас ; переклад з англійської Дзвінки Завалій, ілюстрації Анке Векман. — Львів: Видавництво Старого Лева, 2020. — 64 с. — ISBN 978-617-679-597-1.
- Маленькі історії Великих Людей. Леонардо да Вінчі / Ізабель Томас ; переклад з англійської Христини Демидюк, ілюстрації Каті Спітцер. — Львів: Видавництво Старого Лева, 2020. — 64 с. — ISBN 978-617-679-598-8.
- Маленькі історії Великих Людей. Фріда Кало / Ізабель Томас ; переклад з англійської Тетяни Щадило, ілюстрації Маріанни Мадріз. — Львів: Видавництво Старого Лева, 2020. — 64 с. — ISBN 978-617-679-796-8.
- Маленькі історії Великих Людей. Фернан Магеллан / Ізабель Томас ; переклад з англійської Ольги Ренн, ілюстрації Далії Аділлон. — Львів: Видавництво Старого Лева, 2020. — 64 с. — ISBN 978-617-679-797-5.